# سیارک ۶۵۷۸
سیارک ۶۵۷۸ (به انگلیسی: 6578 Zapesotskij، نامگذاری:1980TQ14) شش هزار و پانصد و هفتاد و هشتمین سیارک کشف شده‌است که در ۱۳ اکتبر ۱۹۸۰ کشف شد.
قدر مطلق سیارک برابر ۱۳٫۹۰ است.